# De eed der Vikingen
De eed der Vikingen is het vijfde stripalbum uit de reeks Johan en Pirrewiet. Het vormt een tweeluik met De bron der goden. Het verhaal verscheen voor het eerst in 1955 en 1956 in de nummers 920 tot en met 941 van weekblad Spirou. Het album volgde in 1957.

## Verhaal
Pirrewiet valt in de zee en gaat zich warmen in een vissershut aan de kust. Johan en Pirrewiet blijven er slapen. 's Morgens staat er een Viking voor de deur. Hij neemt Jacob, een zoon van de visser, mee. Johan en Pirrewiet proberen hem tegen te houden, maar slagen daar niet in. De Vikingen kiezen het ruime sop. Johan en Pirrewiet zien een tweede drakar en hijsen zich er aan boord. Ze vragen de aanvoerder de andere boot in te halen. Die kent de bemanning van het eerste schip blijkbaar ook: hij beweert dat het verraders zijn en dat ze Jacob willen voederen aan Bernulf, de menseneter.
Eenmaal aangekomen op het eiland trekken Johan en Pirrewiet op onderzoek en vinden Jacob terug in Bernulfs burcht. Ze worden overmeesterd door de mannen van Bernulf. Wat later worden ook de Vikingen van het tweede schip gevangengenomen. Al snel wordt duidelijk dat Bernulf eigenlijk de goede is in het verhaal: Jacob is niet de zoon van de visser, maar heet eigenlijk Odd en is de erfgenaam van Snoeland. Hij was bij de visser geplaatst omdat zijn leven in gevaar was. De baas van de aanvoerder van het tweede schip, Sigurd, kreeg zo de heerschappij over het rijk. Sigurd kreeg te horen dat Odd nog leefde en stuurde er zijn mannen op uit om hem om te brengen. Bernulfs vrienden probeerden dat net te voorkomen.
Sigurd moet echter nog uit Snoeland verdreven worden. Bernulf en enkele bondgenoten trekken daarom ten oorlog. Ze winnen een zeestrijd en overmeesteren uiteindelijk ook zijn slot. Uiteindelijk kan Odd zijn rol als koning opnemen.

## Trivia
Dit verhaal is een van de weinige in de reeks van Johan en Pirrewiet waarin er zich geen magische of bovennatuurlijke verschijnselen voordoen. Peyo had zich goed gedocumenteerd voor dit verhaal en liet Johan in een dialoog een korte geschiedenis van de Vikingen vertellen.